# 海㪱
海煥（1815年—？），字幼文，号子章，李氏，内务府汉军正白旗人。道光甲辰举人，同治癸亥进士。后官知县，顺天府教授等职。

## 家庭
- 曾祖國勳
- 祖保善
- 父廣喜
- 妻邵氏